# Aeroport Internacional d'Aguascalientes
L'Aeroport Internacional Llic. Jesús Terán Peredo o Aeroport Internacional de Aguascalientes (Codi IATA: AGU, codi OACI: MMAS, codi DGAC: AGU), és un aeroport internacional localitzat a 24 quilòmetres al sud de la ciutat cabdal de Aguascalientes, Mèxic, i s'ocupa del tràfic aeri nacional i internacional de la zona.

## Informació
Les instal·lacions comercials de l'aeroport consisteixen en una terminal, que compta amb 4 posicions de contacte més 3 remotes usades per línies secundàries. La terminal va ser remodelada recentment i expandida per satisfer la creixent demanda. L'aeroport ara és capaç d'atendre a 1,5 milions de passatgers.
Per 2019, Aguascalientes va rebre a 847,975 passatgers, mentre que per 2019 va rebre a 475,600 passatgers segons dades publicades pel Grup Aeroportuari del Pacífic.
Diversos comerços van ser oberts recentment, com la introducció d'un nou restaurant en el nivell superior de l'aeroport, i nous mostradors de documentació, entre unes altres.
L'aeroport compta amb l'exclusiva sala VIP, el VIP Lounge Aguascalientes.
L'aeroport va ser nomenat per Jesús Terán Peredo, Governador de Aguascalientes i una de les primeres persones a reconèixer Benito Juárez com a president de Mèxic.

## Aerolínies i Destinacions

### Passatgers

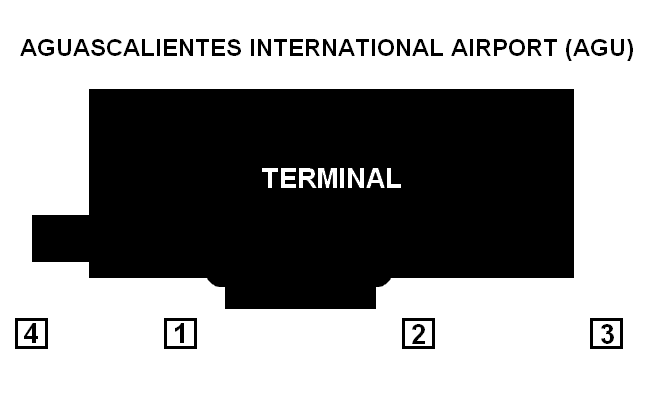
Mapa de la terminal.

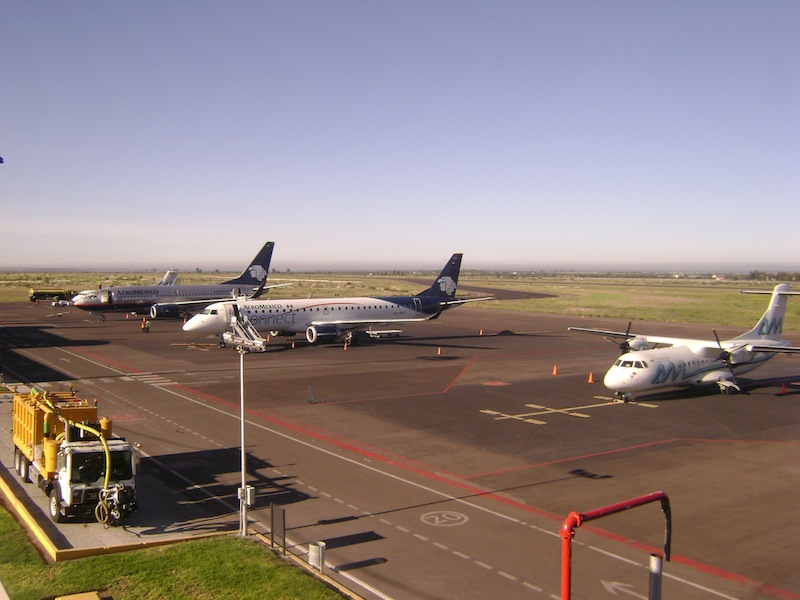
Plataforma comercial de l'aeroport.

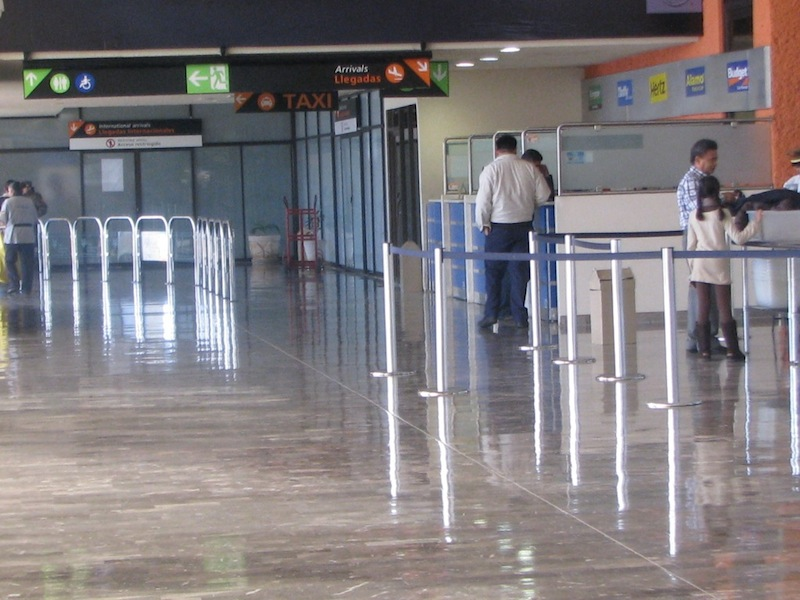
Passadís principal de l'aeroport.

| Destinacions per aerolínia                                                                          | Destinacions per aerolínia                                    | Destinacions per aerolínia | Destinacions per aerolínia | Destinacions per aerolínia |
| Aerolínia                                                                                           | Destinacions                                                  |                            |                            |                            |
| --------------------------------------------------------------------------------------------------- | ------------------------------------------------------------- | -------------------------- | -------------------------- | -------------------------- |
| Aeroméxico                                                                                          | Estacional: Ciutat de Mèxic                                   |                            |                            |                            |
| Aeroméxico Connect                                                                                  | Ciutat de Mèxic                                               |                            |                            |                            |
| American Eagle                                                                                      | Dallas/Fort Worth                                             |                            |                            |                            |
| Magnicharters                                                                                       | Estacional: Cancún                                            |                            |                            |                            |
| TAR                                                                                                 | Monterrey, Port Vallarta                                      |                            |                            |                            |
| United Express                                                                                      | Houston-Intercontinental                                      |                            |                            |                            |
| Viva Aerobus                                                                                        | Cancún                                                        |                            |                            |                            |
| Volaris                                                                                             | Cancún, Chicago–Midway, Ciutat de Mèxic, Los Angeles, Tijuana |                            |                            |                            |
| Total: 9 destinacions (5 nacionals, 4 internacionals), 8 aerolínies (6 nacionals, 2 internacionals) |                                                               |                            |                            |                            |

### Destinacions Nacionals
Es brinda servei a 5 ciutats dins del país a càrrec de 6 aerolínies. La destinació de Aeroméxico és operat per Aeroméxico Connect.
| Destinos Nacionales del Aeropuerto de Aguascalientes 10px AGU 10px CUN 10px MEX 10px MTY 10px PVR 10px TIJ | Destinos Nacionales del Aeropuerto de Aguascalientes 10px AGU 10px CUN 10px MEX 10px MTY 10px PVR 10px TIJ | Destinos Nacionales del Aeropuerto de Aguascalientes 10px AGU 10px CUN 10px MEX 10px MTY 10px PVR 10px TIJ | Destinos Nacionales del Aeropuerto de Aguascalientes 10px AGU 10px CUN 10px MEX 10px MTY 10px PVR 10px TIJ | Destinos Nacionales del Aeropuerto de Aguascalientes 10px AGU 10px CUN 10px MEX 10px MTY 10px PVR 10px TIJ | Destinos Nacionales del Aeropuerto de Aguascalientes 10px AGU 10px CUN 10px MEX 10px MTY 10px PVR 10px TIJ | Destinos Nacionales del Aeropuerto de Aguascalientes 10px AGU 10px CUN 10px MEX 10px MTY 10px PVR 10px TIJ | Destinos Nacionales del Aeropuerto de Aguascalientes 10px AGU 10px CUN 10px MEX 10px MTY 10px PVR 10px TIJ | Destinos Nacionales del Aeropuerto de Aguascalientes 10px AGU 10px CUN 10px MEX 10px MTY 10px PVR 10px TIJ |
| Destinacions                                                                                               | Volaris | TAR | Aeroméxico                                                                                                 | Viva Aerobus                                                                                               | Magnicharters                                                                                              | Una altra                                                                                                  | # | |
| --- | --- | --- | --- | --- | --- | --- | --- | --- |
| Cancún (CUN)                                                                                               | • | | | • | • | | 3 | |
| Ciutat de Mèxic (MEX)                                                                                      | • | | • | | | | 2 | |
| Monterrey (MTY)                                                                                            | | • | | | | | 1 | |
| Puerto Vallarta (PVR)                                                                                      | • | • | | | | | 2 | |
| Tijuana (TIJ)                                                                                              | • | | | | | | 1 | |
| Total | 4 | 2 | 1 | 1 | 1 | 0 | 5 | |

### Destinacions Internacionals
Es brinda servei a 4 ciutats estrangeres als Estats Units, a càrrec de 3 aerolínies.
| Ciutats                                               | Nom de l'aeroport                           | Aerolínies       |                  |                  |
| Amèrica del Nord                                      | Amèrica del Nord                            | Amèrica del Nord | Amèrica del Nord | Amèrica del Nord |
| ----------------------------------------------------- | ------------------------------------------- | ---------------- | ---------------- | ---------------- |
| Estats Units d'Amèrica (4 destinacions, 3 aerolínies) |                                             |                  |                  |                  |
| Chicago (Illinoios)                                   | Aeroport Internacional Midway               | Volaris          |                  |                  |
| Dallas (Texas)                                        | Aeroport Internacional de Dallas-Fort Worth | American Eagle   |                  |                  |
| Houston (Texas)                                       | Aeroport Intercontinental George Bush       | United Express   |                  |                  |
| Los Angeles (Califòrnia)                              | Aeroport Internacional de Los Angeles       | Volaris          |                  |                  |
| Total: 4 destinacions, 1 país, 3 aerolínies           |                                             |                  |                  |                  |

| Any  | Passatgers Totals | canvi en % |
| 2008 | 421.900           | -          |
| 2009 | 284.500           | 32.56%     |
| 2010 | 294.100           | 3.40%      |
| 2011 | 328.500           | 11.70%     |
| 2012 | 400.100           | 21.80%     |
| 2013 | 456.600           | 14.10%     |
| 2014 | 540.500           | 18.37%     |
| 2015 | 633.100           | 17.10%     |
| 2016 | 693.700           | 9.60%      |
| 2017 | 754.100           | 8.7%       |
| 2018 | 855.669           | 15.54%     |
| 2019 | 847.975           | 0.90%      |
| 2020 | 475.600           | 44.6%      |
| ---- | ----------------- | ---------- |

### Rutes més transitades
| Nombre | Ciutat                   | Passatgers | Posició | Aerolínia                               |
| ------ | ------------------------ | ---------- | ------- | --------------------------------------- |
| 1      | Tijuana, Baja California | 69,087     | 1       | Volaris                                 |
| 2      | Ciutat de Mèxic          | 66,442     | 1       | Aeroméxico, Aeroméxico Connect, Volaris |
| 3      | Cancún, Quintana Roo     | 34,433     | =       | Magnicharters, Viva Aerobus, Volaris    |
| 4      | Puerto Vallarta, Jalisco | 5,134      | =       | TAR                                     |
| 5      | Monterrey, Nuevo León    | 1,298      | =       | TAR                                     |

| Nombre | Ciutat                   | Passatgers | Rànquing | Aerolínia      |
| ------ | ------------------------ | ---------- | -------- | -------------- |
| 1      | Dallas, Texas            | 25,728     | =        | American Eagle |
| 2      | Los Ángeles, California  | 9,926      | 2        | Volaris        |
| 3      | Chicago, Illinois        | 9,707      | 1        | Volaris        |
| 4      | Houston, Texas           | 7,190      | 1        | United Express |
| 5      | Moncton, Nuevo Brunswick | 148        |          |                |
| 6      | Halifax, Nueva Escocia   | 131        |          |                |

## Accidents i incidents
- L'11 de febrer de 1964 una aeronau Douglas DC-3-454 (C-49J) amb matrícula XC-FAB operada per la Comissió Federal d'Electricitat que cobria un vol entre l'Aeroport de Aguascalientes i l'Aeroport Internacional de la Ciutat de Mèxic, en el qual es transportaven a periodistes i ajudants del candidat a la presidència Gustavo Díaz Ordaz, va sofrir una falla mecànica poc després d'enlairar-se, per la qual cosa el pilot es va veure obligat a realitzar un aterratge forçós en un vinyer proper a l'aeroport, fent que l'aeronau aterrés "de panxa". Els tripulants i els passatgers van resultar il·lesos.[3][4]

- El 10 d'abril de 1968 una aeronau Douglas R4D-3 (DC-3) amb matrícula XA-GEV operat per Aerovías Rojas que cobria el vol inaugural de passatgers i càrrega entre l'Aeroport de Aguascalientes i l'Aeroport Internacional de la Ciutat de Mèxic, es va estavellar en una zona boscosa prop de Vila del Carbón abans de començar la seva fase d'aterratge. En l'accident van morir els 14 passatgers i els 4 membres de la tripulació.[5][6]

- El 13 de gener de 2011 una aeronau Cessna 172P Skyhawk amb matrícula XB-KMU operada per Flight School Guadalajara que realitzava un vol d'entrenament entre l'Aeroport de Aguascalientes i l'Aeroport de Guadalajara, va haver de realitzar un aterratge d'emergència sobre la Carretera Federal 70 després de sofrir una falla mecànica, resultant il·lesos l'instructor i l'aprenent.[7][8]

- El 20 d'octubre de 2019 una aeronau Cessna 310Q amb matrícula XB-SIG operat per Sistemes d'Intel·ligència Geogràfica Aplicats (SEGUEIXI) que operava un vol privat entre l'Aeroport de Aguascalientes i l'Aeroport de Pachuca, es va estavellar en un turó en municipi del Marquès, matant als seus dos ocupants.[9][10]

- El 5 de juny de 2020 una aeronau Cessna 210-5A amb matrícula XB-LBW que operava un vol privat entre l'Aeroport de Aguascalientes i l'Aeroport de Puerto Vallarta es va precipitar a terra en el municipi de Sant Sebastià de l'Oest durant la seva fase de creuer, impactant contra terreny i matant als 5 ocupants, entre ells el exalcalde de Aguascalientes Adrián Ventura Dávila.[11][12][13]

## Galeria d'imatges

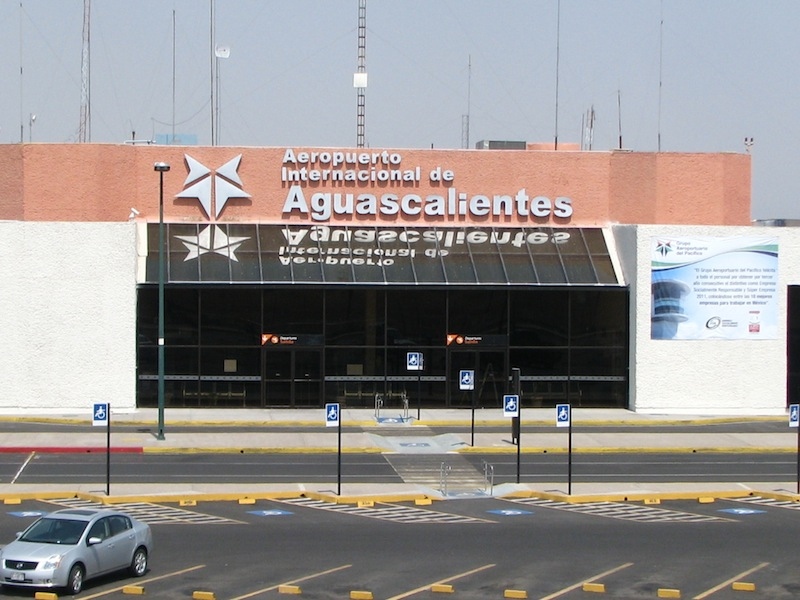
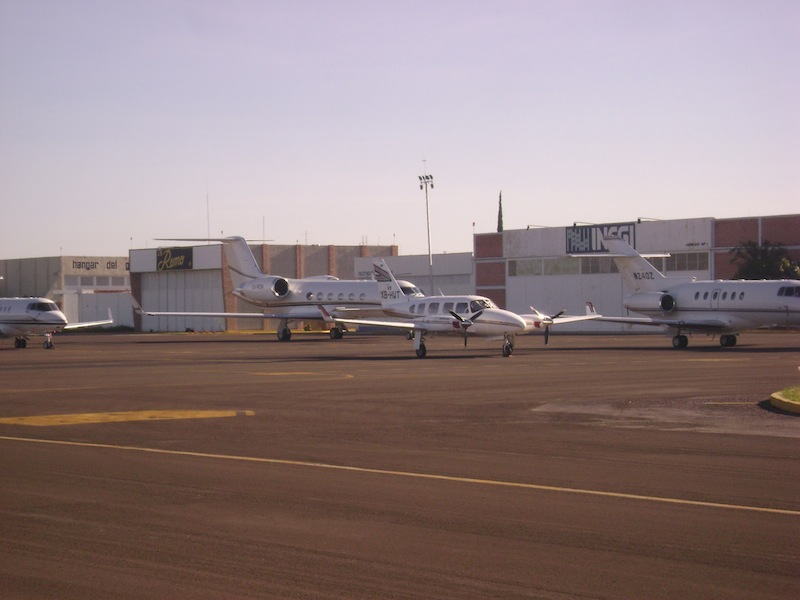
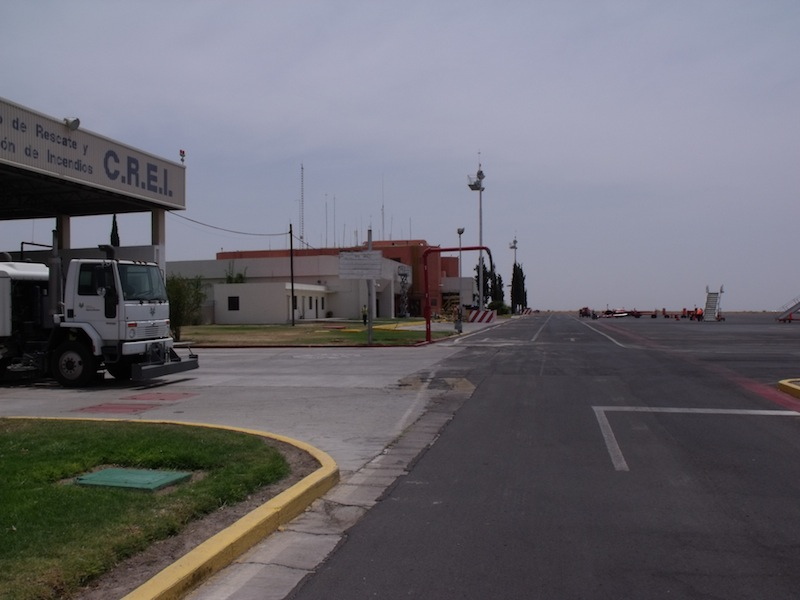
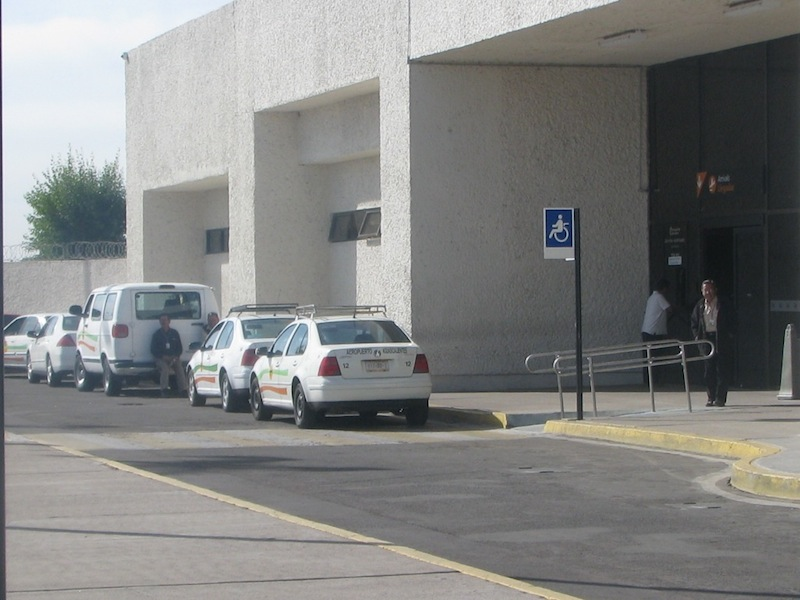
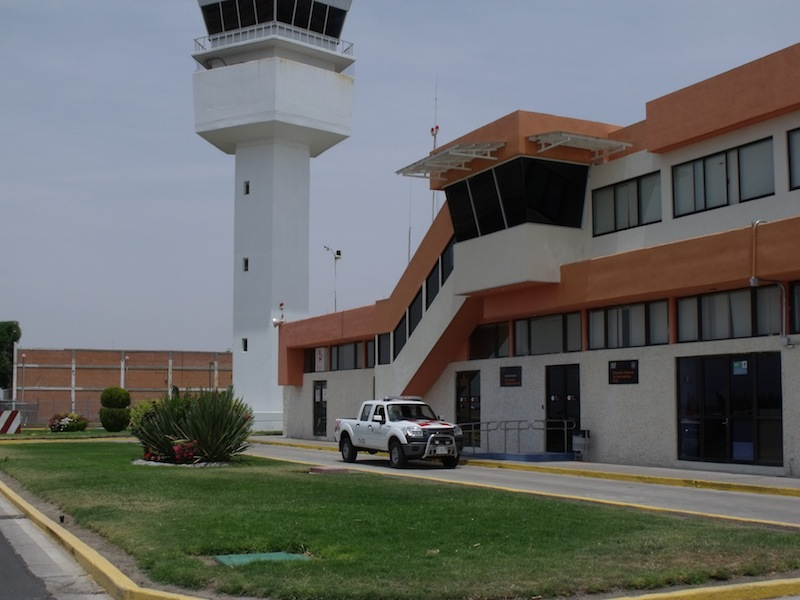
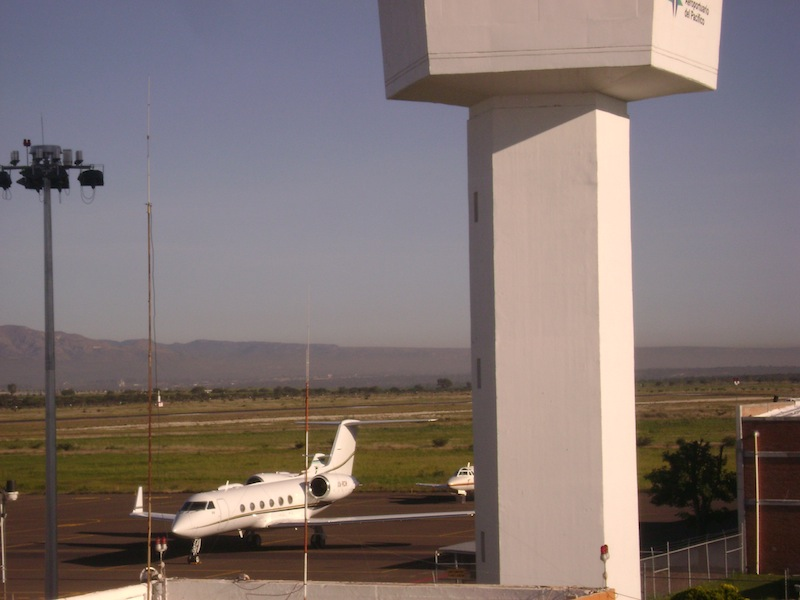
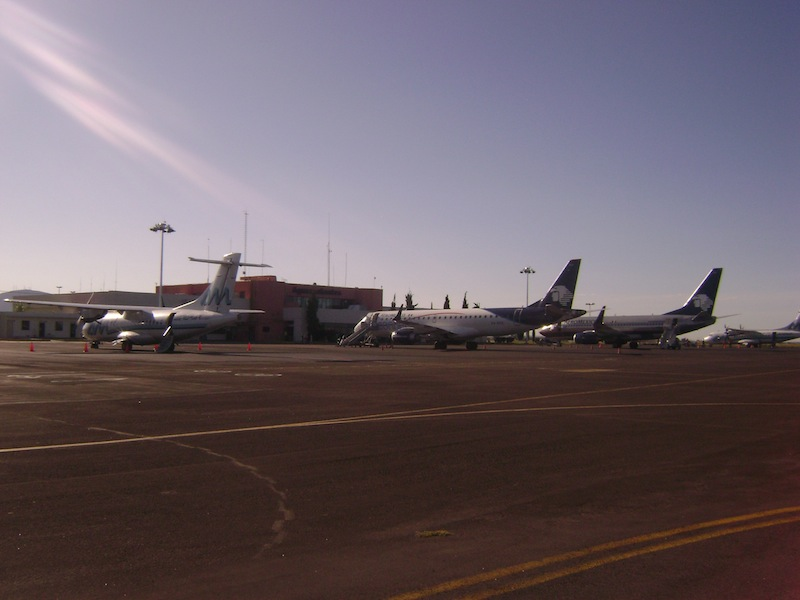
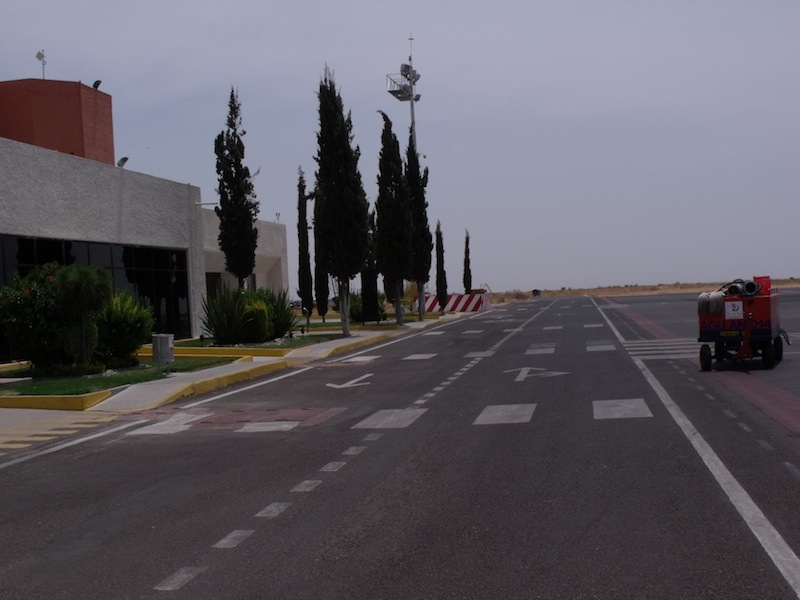

## Aeroports propers
Els aeroports més propers són:

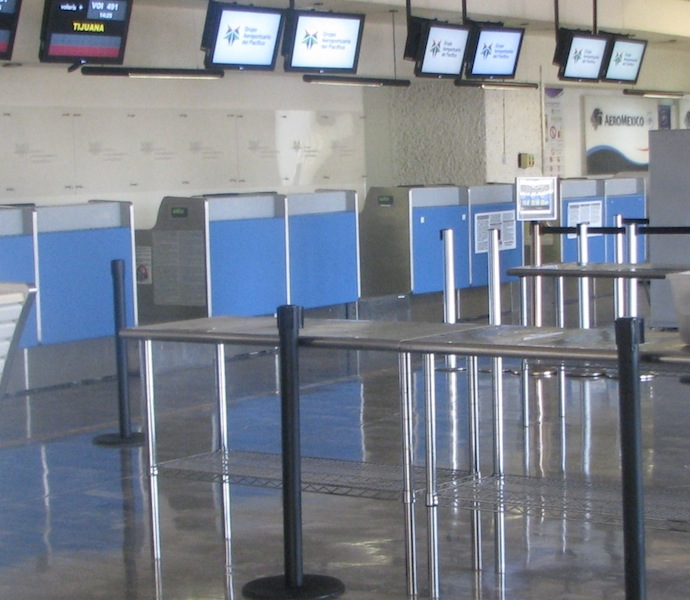
Mostradors de documentació.

- Aeroport Internacional del Baix (124km)
- Aeroport Internacional de Zacatecas (138km)
- Aeroport Internacional de Sant Luis Potosí (147km)
- Aeroport Internacional de Guadalajara (166km)
- Aeroport Internacional General Francisco J. Múgica (247km)